# يوجي مياهارا
يوجي مياهارا (باليابانية: 宮原 裕司) (مواليد 19 يوليو 1980)، هو لاعب كرة قدم ياباني سابق كان يلعب كلاعب وسط.

## وصلات خارجية
- يوجي مياهارا على موقع رابطة كرة القدم اليابانية للمحترفين (اليابانية)
- يوجي مياهارا على موقع قاعدة بيانات كرة القدم.إي يو (الإنجليزية)
- يوجي مياهارا على موقع Soccerway.com (الإنجليزية)
- يوجي مياهارا على موقع عالم كرة القدم.نت (الإنجليزية)